# Fümmelse
 (novembre 2021).
Fümmelse est un quartier de la commune allemande de Wolfenbüttel, appartenant à l'arrondissement de Wolfenbüttel, dans le Land de Basse-Saxe.

## Géographie
Fümmelse se situe sur le Fümmelsee, mais le lac ne donne pas son nom au village.

## Histoire
Avant que le lieu ne soit documenté par écrit, on suppose que des agriculteurs et des pêcheurs vivaient certainement dans la région de Fümmelse. L'église Saint-Michel de Brunswick reçoit des terres autour de Fümmelse. L'évêque Bruno de Hildesheim le confirme le 26 juillet 1158 ; c'est la première mention écrite de Fümmelse. On ne sait pas quand l'église de Fümmelse est construite. Le clocher de l'église est érigé en 1566 et un orgue est installé en 1843. Il ne peut plus être utilisé en 1885, est réparé plusieurs fois puis remplacé plus tard. Il y a aussi un moulin à eau Fümmelse qui brûle en 1627. En 1895, une briqueterie est construite dans le village. L'usine d'argile ferme en 1992 et la carrière d'argile associée sert comme piscine, mise en service en 1925. Les habitants de Wolfenbüttel et le château tiraient de l'eau potable de l'étang. Près de l'étang se trouvait le village du Klein Fümmelsee, qui est probablement déserté au XIVe siècle à cause de la peste. Le nom du lieu se développe à partir de Vimmelse, Vemelhusen ou Vimmelhusen.
Jusqu'au 1er novembre 1957, la commune de Fümmelse comprend le village de Brunonia am Fümmelsern Holz, qui est intégré à Wolfenbüttel.
Le 1er mars 1974, Fümmelse est incorporé dans un quartier de la ville de Wolfenbüttel.

## Source, notes et références
- (de) Cet article est partiellement ou en totalité issu de l’article de Wikipédia en allemand intitulé « Fümmelse » (voir la liste des auteurs).

1. ↑  (de) Statistisches Bundesamt, Historisches Gemeindeverzeichnis für die Bundesrepublik Deutschland. Namens-, Grenz- und Schlüsselnummernänderungen bei Gemeinden, Kreisen und Regierungsbezirken vom 27.5.1970 bis 31.12.1982, 1983 (ISBN 3-17-003263-1)